# Nagroda Jury (Festiwal Filmowy w Cannes)
Nagroda Jury (fr. Prix du Jury) – nagroda przyznawana na Międzynarodowym Festiwalu Filmowym w Cannes przez członków międzynarodowego jury konkursu głównego. Wyróżnienie uznawane jest jako trzecie w kolejności pod względem znaczenia w sekcji konkursowej, ustępujące jedynie Złotej Palmie i Grand Prix. Otrzymuje ją jeden lub dwa konkursowe filmy za oryginalność spojrzenia i wnikliwość przekazu.

## Historia
Wyróżnienie po raz pierwszy przyznane zostało już w 1946 roku jako Nagroda Jury Międzynarodowego. W latach 50. i 60. nosiło zaś nazwę Nagroda Specjalna Jury i miało status drugiej najważniejszej nagrody zaraz po Złotej Palmie. Po wprowadzeniu na stałe Grand Prix jako drugiej nagrody konkursowej pod koniec lat 60. i zmianie nazwy na Nagroda Jury, wyróżnienie to zajęło pod względem hierarchii trzecie miejsce w konkursie głównym.
Poza latami, w których festiwal się nie odbył lub nie przyznano na nim nagród (1948, 1950, 1968, 2020), Nagrody Jury nie przyznano podczas czternastu festiwalowych edycji (1947, 1949, 1953, 1967, 1974–1979, 1981–1982, 1984, 2001). Aż 21 razy nagrodę tę przyznano dwóm filmom w danym roku.
Polskimi twórcami uhonorowanymi tą nagrodą byli: Andrzej Wajda (Kanał, 1957), Jerzy Kawalerowicz (Matka Joanna od Aniołów, 1961), Wojciech Jerzy Has (Sanatorium pod klepsydrą, 1973), Krzysztof Zanussi (Constans, 1980), Krzysztof Kieślowski (Krótki film o zabijaniu, 1988) oraz Jerzy Skolimowski (IO, 2022).

## Nagrodzone filmy
| Rok        | Film                                                               | Reżyseria                                                   | Kraj pochodzenia                                            |
| ---------- | ------------------------------------------------------------------ | ----------------------------------------------------------- | ----------------------------------------------------------- |
| 1946       | Bitwa o szyny (La bataille du rail)                                | René Clément                                                | Francja                                                     |
| 1947       | Nagroda nie została przyznana.                                     | Nagroda nie została przyznana.                              | Nagroda nie została przyznana.                              |
| 1948       | Festiwal nie odbył się.                                            | Festiwal nie odbył się.                                     | Festiwal nie odbył się.                                     |
| 1949       | Nagroda nie została przyznana.                                     | Nagroda nie została przyznana.                              | Nagroda nie została przyznana.                              |
| 1950       | Festiwal nie odbył się.                                            | Festiwal nie odbył się.                                     | Festiwal nie odbył się.                                     |
| 1951       | Wszystko o Ewie (All About Eve)                                    | Joseph L. Mankiewicz                                        | Stany Zjednoczone                                           |
| 1952       | Wszyscy jesteśmy mordercami (Nous sommes tous des assassins)       | André Cayatte                                               | Francja                                                     |
| 1953       | Nagroda nie została przyznana.                                     | Nagroda nie została przyznana.                              | Nagroda nie została przyznana.                              |
| 1954       | Pan Ripois (Monsieur Ripois)                                       | René Clément                                                | Francja                                                     |
| 1955       | Zaginiony kontynent (Continente perduto)                           | Enrico Gras, Giorgio Moser i Leonardo Bonzi                 | Włochy                                                      |
| 1956       | Tajemnica Picassa (Le mystère Picasso)                             | Henri-Georges Clouzot                                       | Francja                                                     |
| 1957       | Kanał                                                              | Andrzej Wajda                                               | Polska                                                      |
| 1957       | Siódma pieczęć (Det sjunde inseglet)                               | Ingmar Bergman                                              | Szwecja                                                     |
| 1958       | Mój wujaszek (Mon oncle)                                           | Jacques Tati                                                | Francja                                                     |
| 1959       | Gwiazdy (Sterne)                                                   | Konrad Wolf                                                 | NRD                                                         |
| 1960       | Klucz (鍵 / Kagi)                                                  | Kon Ichikawa                                                | Japonia                                                     |
| 1960       | Przygoda (L'avventura)                                             | Michelangelo Antonioni                                      | Włochy                                                      |
| 1961       | Matka Joanna od Aniołów                                            | Jerzy Kawalerowicz                                          | Polska                                                      |
| 1962       | Proces Joanny d’Arc (Procès de Jeanne d'Arc)                       | Robert Bresson                                              | Francja                                                     |
| 1962       | Zaćmienie (L'eclisse)                                              | Michelangelo Antonioni                                      | Włochy                                                      |
| 1963       | Gdy przychodzi kot (Až přijde kocour)                              | Vojtěch Jasný                                               | Czechosłowacja                                              |
| 1963       | Harakiri (切腹 / Seppuku)                                          | Masaki Kobayashi                                            | Japonia                                                     |
| 1964       | Kobieta z wydm (砂の女 / Suna no onna)                             | Hiroshi Teshigahara                                         | Japonia                                                     |
| 1965       | Kwaidan, czyli opowieści niesamowite (怪談 / Kaidan)               | Masaki Kobayashi                                            | Japonia                                                     |
| 1966       | Alfie                                                              | Lewis Gilbert                                               | Wielka Brytania                                             |
| 1967       | Nagroda nie została przyznana.                                     | Nagroda nie została przyznana.                              | Nagroda nie została przyznana.                              |
| 1968       | Festiwal został przerwany, a nagród nie wręczono.                  | Festiwal został przerwany, a nagród nie wręczono.           | Festiwal został przerwany, a nagród nie wręczono.           |
| 1969       | Z                                                                  | Costa-Gavras                                                | Francja                                                     |
| 1970       | Sokoły (Magasiskola)                                               | István Gaál                                                 | Węgry                                                       |
| 1970       | Truskawkowe oświadczenie (The Strawberry Statement)                | Stuart Hagmann                                              | Stany Zjednoczone                                           |
| 1971       | Joe Hill                                                           | Bo Widerberg                                                | Szwecja                                                     |
| 1971       | Miłość (Szerelem)                                                  | Károly Makk                                                 | Węgry                                                       |
| 1972       | Rzeźnia nr 5 (Slaughterhouse-Five)                                 | George Roy Hill                                             | Stany Zjednoczone                                           |
| 1973       | Sanatorium pod klepsydrą                                           | Wojciech Jerzy Has                                          | Polska                                                      |
| 1973       | Zaproszenie (L'invitation)                                         | Claude Goretta                                              | Szwajcaria                                                  |
| 1974- 1979 | Nagroda nie została przyznana.                                     | Nagroda nie została przyznana.                              | Nagroda nie została przyznana.                              |
| 1980       | Constans                                                           | Krzysztof Zanussi                                           | Polska                                                      |
| 1981 1982  | Nagroda nie została przyznana.                                     | Nagroda nie została przyznana.                              | Nagroda nie została przyznana.                              |
| 1983       | Sprawa umorzona (খারিজ / Kharij)                                     | Mrinal Sen                                                  | Indie                                                       |
| 1984       | Nagroda nie została przyznana.                                     | Nagroda nie została przyznana.                              | Nagroda nie została przyznana.                              |
| 1985       | Pułkownik Redl (Oberst Redl)                                       | István Szabó                                                | Węgry                                                       |
| 1986       | Teresa (Thérèse)                                                   | Alain Cavalier                                              | Francja                                                     |
| 1987       | Shinran: Droga ku czystości (親鸞 白い道 / Shinran: Shiroi michi)  | Rentarō Mikuni                                              | Japonia                                                     |
| 1987       | Światło (Yeelen)                                                   | Souleymane Cissé                                            | Mali                                                        |
| 1988       | Krótki film o zabijaniu                                            | Krzysztof Kieślowski                                        | Polska                                                      |
| 1989       | Jezus z Montrealu (Jésus de Montréal)                              | Denys Arcand                                                | Kanada                                                      |
| 1990       | Tajna placówka (Hidden Agenda)                                     | Ken Loach                                                   | Wielka Brytania                                             |
| 1991       | Europa                                                             | Lars von Trier                                              | Dania                                                       |
| 1991       | Poza życiem (Hors la vie)                                          | Maroun Bagdadi                                              | Francja                                                     |
| 1992       | Samodzielne życie (Самостоятельная жизнь / Samostojatielnaja żyzń) | Witalij Kaniewski                                           | Rosja                                                       |
| 1992       | Słońce pośród liści pigwy (El sol del membrillo)                   | Víctor Erice                                                | Hiszpania                                                   |
| 1993       | Lalkarz (戲夢人生 / Xi meng ren sheng)                             | Hou Hsiao-hsien                                             | Tajwan                                                      |
| 1993       | Wiatr w oczy (Raining Stones)                                      | Ken Loach                                                   | Wielka Brytania                                             |
| 1994       | Królowa Margot (La Reine Margot)                                   | Patrice Chéreau                                             | Francja                                                     |
| 1995       | Carrington                                                         | Christopher Hampton                                         | Wielka Brytania                                             |
| 1995       | Pamiętaj, że umrzesz (N'oublie pas que tu vas mourir)              | Xavier Beauvois                                             | Francja                                                     |
| 1996       | Crash: Niebezpieczne pożądanie (Crash)                             | David Cronenberg                                            | Kanada                                                      |
| 1997       | Western                                                            | Manuel Poirier                                              | Francja                                                     |
| 1998       | Festen                                                             | Thomas Vinterberg                                           | Dania                                                       |
| 1998       | Zimowe wakacje (La classe de neige)                                | Claude Miller                                               | Francja                                                     |
| 1999       | List (A Carta)                                                     | Manoel de Oliveira                                          | Portugalia                                                  |
| 2000       | Pieśni z drugiego piętra (Sånger från andra våningen)              | Roy Andersson                                               | Szwecja                                                     |
| 2000       | Tablice (تخته سیاه / Takhté siah)                                  | Samira Makhmalbaf                                           | Iran                                                        |
| 2001       | Nagroda nie została przyznana.                                     | Nagroda nie została przyznana.                              | Nagroda nie została przyznana.                              |
| 2002       | Boska interwencja (يد إلهية / Yadon ilaheyya)                      | Elia Suleiman                                               | Palestyna                                                   |
| 2003       | O piątej po południu (پنج عصر / Panj é asr)                        | Samira Makhmalbaf                                           | Iran                                                        |
| 2004       | Choroba tropikalna (สัตว์ประหลาด / Sud pralad)                       | Apichatpong Weerasethakul                                   | Tajlandia                                                   |
| 2004       | Ladykillers, czyli zabójczy kwintet (The Ladykillers)              | Joel i Ethan Coenowie                                       | Stany Zjednoczone                                           |
| 2005       | Szanghajskie sny (青红 / Qing hong)                                | Wang Xiaoshuai                                              | Chiny                                                       |
| 2006       | Red Road                                                           | Andrea Arnold                                               | Wielka Brytania                                             |
| 2007       | Ciche światło (Stellet licht)                                      | Carlos Reygadas                                             | Meksyk                                                      |
| 2007       | Persepolis                                                         | Marjane Satrapi i Vincent Paronnaud                         | Francja                                                     |
| 2008       | Boski (Il divo)                                                    | Paolo Sorrentino                                            | Włochy                                                      |
| 2009       | Fish Tank                                                          | Andrea Arnold                                               | Wielka Brytania                                             |
| 2009       | Pragnienie (박쥐 / Bakjwi)                                         | Park Chan-wook                                              | Korea Południowa                                            |
| 2010       | Krzyczący mężczyzna (Un homme qui crie)                            | Mahamat Saleh Haroun                                        | Czad                                                        |
| 2011       | Poliss (Polisse)                                                   | Maïwenn                                                     | Francja                                                     |
| 2012       | Whisky dla aniołów (The Angels' Share)                             | Ken Loach                                                   | Wielka Brytania                                             |
| 2013       | Jak ojciec i syn (そして父になる / Soshite chichi ni naru)         | Hirokazu Koreeda                                            | Japonia                                                     |
| 2014       | Mama (Mommy)                                                       | Xavier Dolan                                                | Kanada                                                      |
| 2014       | Pożegnanie z językiem (Adieu au langage)                           | Jean-Luc Godard                                             | Francja                                                     |
| 2015       | Lobster (The Lobster)                                              | Jorgos Lantimos                                             | Irlandia                                                    |
| 2016       | American Honey                                                     | Andrea Arnold                                               | Wielka Brytania                                             |
| 2017       | Niemiłość (Нелюбовь / Nieliubow)                                   | Andriej Zwiagincew                                          | Rosja                                                       |
| 2018       | Kafarnaum (كفرناحوم / Capharnaüm)                                  | Nadine Labaki                                               | Liban                                                       |
| 2019       | Bacurau                                                            | Kleber Mendonça Filho i Juliano Dornelles                   | Brazylia                                                    |
| 2019       | Nędznicy (Les misérables)                                          | Ladj Ly                                                     | Francja                                                     |
| 2020       | Festiwal nie odbył się ze względu na pandemię koronawirusa.        | Festiwal nie odbył się ze względu na pandemię koronawirusa. | Festiwal nie odbył się ze względu na pandemię koronawirusa. |
| 2021       | Kolano Ahed (הַבֶּרֶךְ / Ha'berech)                                     | Nadaw Lapid                                                 | Izrael                                                      |
| 2021       | Memoria                                                            | Apichatpong Weerasethakul                                   | Kolumbia                                                    |
| 2022       | IO                                                                 | Jerzy Skolimowski                                           | Polska                                                      |
| 2022       | Osiem gór (Le otto montagne)                                       | Felix Van Groeningen i Charlotte Vandermeersch              | Włochy                                                      |
| 2023       | Opadające liście (Kuolleet lehdet)                                 | Aki Kaurismäki                                              | Finlandia                                                   |
| 2024       | Emilia Pérez                                                       | Jacques Audiard                                             | Francja                                                     |